# Monastero di San Girolamo di Cotalba
Il monastero di San Girolamo di Cotalba (in spagnolo San Jerónimo de Cotalba) è un complesso conventuale di stile mudéjar, gotico valenzano, rinascimentale e barocco sorta fra XIV e XVIII secolo, situata nel comune di Alfauir, nella provincia spagnola di Valencia.

## Storia
È uno dei monasteri più notevoli della Comunità Valenzana. Il monastero è stato fondato dal duca reale di Gandia Alfonso de Aragón y Foix nel 1388. La famiglia e le due mogli del poeta medioevale valenzano Ausiàs March sono sepolte in questo monastero.
In seguito, nel XVI secolo, il monastero ebbe la protezione della Famiglia Borgia, e della duchessa di Gandia, Maria Enríquez de Luna, realizzò l'estensione nel monastero. La leggenda popolare dice che nel monastero predicò san Vincenzo Ferrer.
Il monastero è di proprietà privata e aperto al pubblico dal 2005, di concerto con il Ministero della Cultura. Questo monumento, che un tempo apparteneva all'Ordine di San Gerolamo è stato dichiarato di interesse culturale (BIC) nel 1994. La sua costruzione risale al 1388 e contiene elementi significativi di mudéjar, gotico valenzano, rinascimentale, barocco e neoclassico.

## Caratteristiche
I visitatori possono ammirare il cortile d'ingresso, con la torre gotica, il cortile degli aranci, il chiostro mudéjar, l'antica chiesa con la cappella barocca, il capitolo storico con l'immagine della Vergine della Salute, il mulino nel fresco del Padre Borrás ("Sacra cena" scuola Juan de Juanes), silos, cantine, stalle, l'antica cucina dei monaci, oltre ai giardini e all'acquedotto gotico che lo circonda.

## Galleria d'immagini

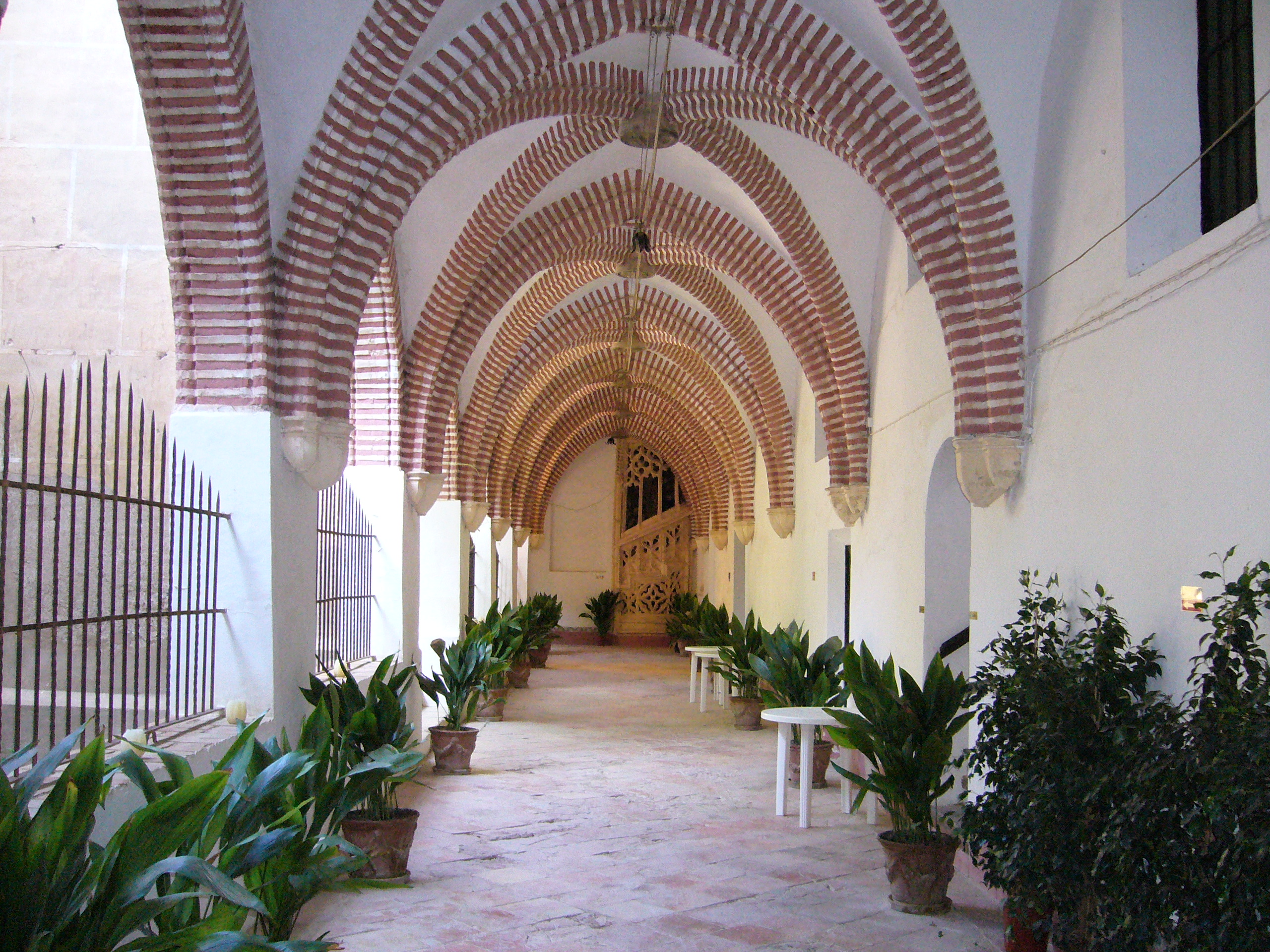
Manica del chiostro gotico-mudéjar con la scala gotica in fondo, secolo XIV.
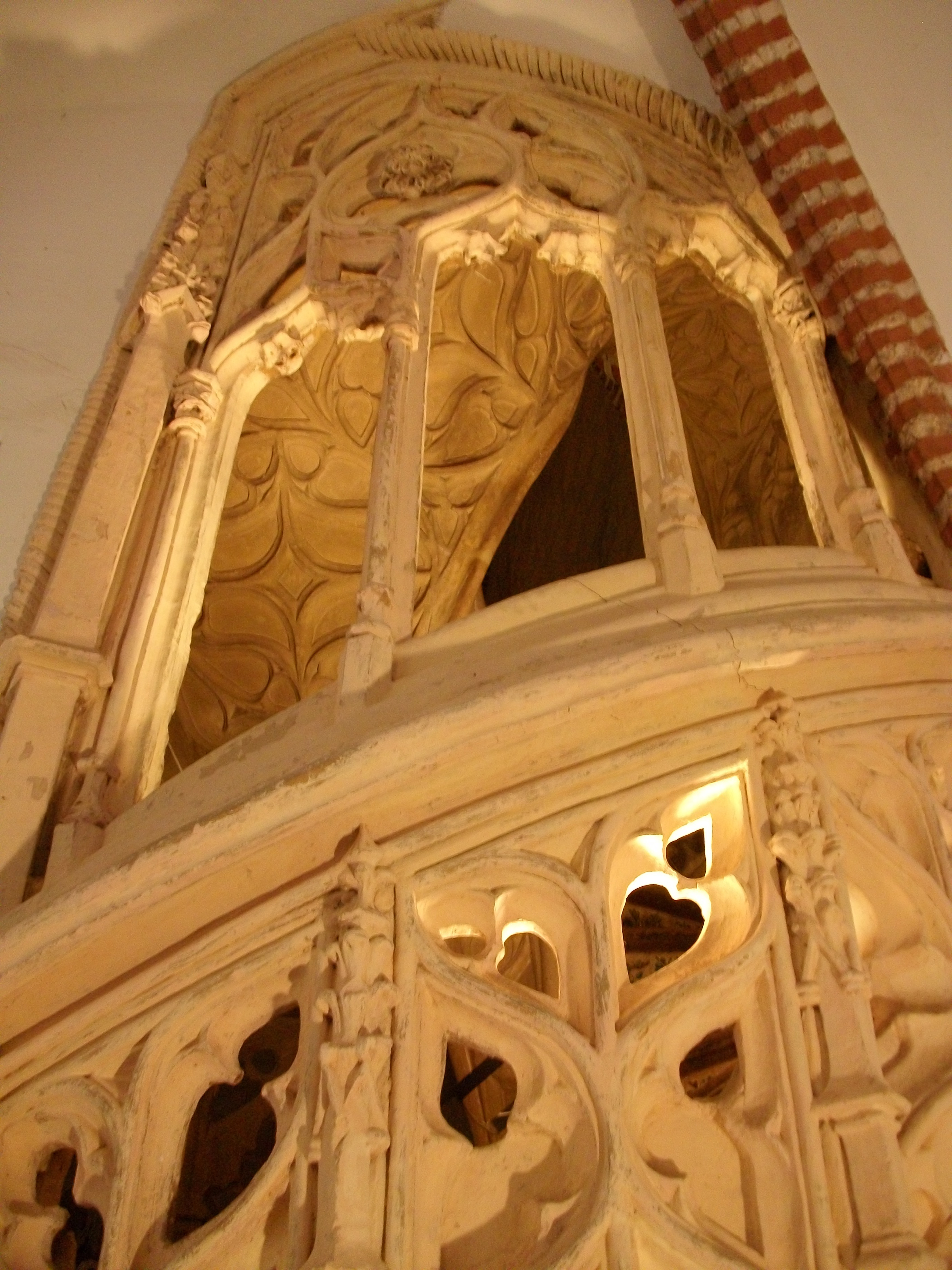
Scala di stile gotico valenzano, lavoro di Pere Compte, secolo XV.
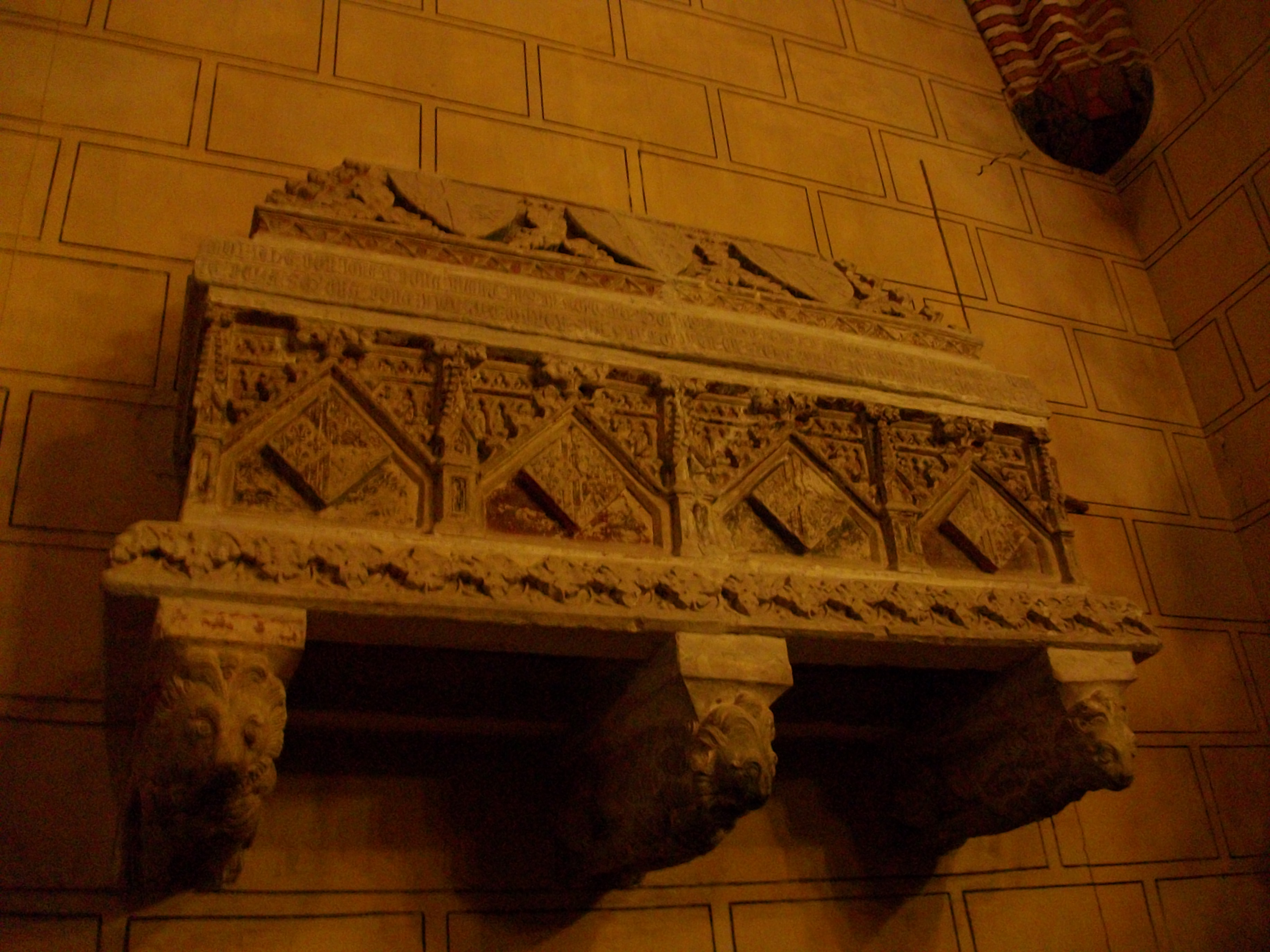
Sarcofago medievale dei figli del duca reale di Gandia, Alfonso de Aragón y Foix, secolo XIV.